# Kanton Nancy-1
Nancy-1 is een kanton van het Franse departement Meurthe-et-Moselle. Het kanton is, ingevolge het decreet van 26 februari 2014, op 22 maart 2015 gevormd uit een deel van de gemeente Nancy en maakt deel uit van het arrondissement Nancy.